# Dywersyfikacja ryzyka
Dywersyfikacja ryzyka, rozproszenie ryzyka, rozłożenie ryzyka – metoda zmniejszenia ryzyka związanego z prowadzoną działalnością poprzez jej zróżnicowanie, tak aby straty w jednym obszarze mogły być skompensowane zyskami w innym.
W praktyce działalności gospodarczej dywersyfikacja może być realizowana poprzez wzrost liczby obszarów działalności przedsiębiorstwa, poprzez wprowadzenie nowych produktów, pozyskanie nowych rynków zbytu, poszerzenie kręgu dostawców lub odbiorców. Zaangażowanie w nowe branże, technologie czy rynki pozwala zmniejszyć ryzyko podejmowanych działań. Korzyści z dywersyfikacji mogą wynikać np. z możliwości pokrycia strat z jednej działalności zyskami z innej bądź skompensowania problemów zaopatrzeniowych z jednego źródła dostawami z innego źródła.

## Dywersyfikacja ryzyka kredytowego
Polega na zróżnicowaniu portfela kredytowego banku przez udzielanie kredytów podmiotom o różnej formie prawnej, działającym w różnych branżach, regionach geograficznych oraz przestrzeganie limitów koncentracji zaangażowań, tj. maksymalnego udziału pojedynczych kredytów w całym portfelu.

## Dywersyfikacja ryzyka inwestycyjnego
Dywersyfikacja portfela polega na zróżnicowaniu lokat w portfelu inwestycyjnym. Dywersyfikacja portfela poprawia relację oczekiwanego dochodu do ryzyka. Im mniejsza współzależność zmian cen lokat w portfelu, tym mniejsza staje się zmienność stóp zwrotu (ryzyko) całego portfela. Ryzyko portfela inwestycyjnego zależy bowiem nie tylko od ryzyka pojedynczych inwestycji wchodzących w jego skład, ale także od stopnia korelacji stóp zwrotu z tych inwestycji. W przypadku korelacji ujemnej, straty z jednej lokaty mogą zostać zrekompensowane zyskami z innej.
Dywersyfikacja może być realizowana poprzez dobór różnych rodzajów lokat (np. nieruchomości, towarów, akcji, obligacji, tytułów uczestnictwa funduszy inwestycyjnych), a także różnicowanie lokat pod względem geograficznym, sektorów czy emitentów.